# Cotylana gorgon
Cotylana gorgon är en insektsart som beskrevs av Ronald Gordon Fennah 1969. Cotylana gorgon ingår i släktet Cotylana och familjen sköldstritar. Inga underarter finns listade i Catalogue of Life.